# Војин Драговић
Војин Драговић (Грбе, код Даниловграда, 14. мај 1914 — Винац, код Јајца, 25. септембар 1942), учесник Народноослободилачке борбе и народни херој Југославије.

## Биографија
Рођен је 1914. године у селу Грбе, код Даниловграда. Гимназију је учио у Подгорици. Члан Савеза комунистичке омладине Југославије постао је 1934. године. Због учешћа у демонстрацијама у Подгорици 1935. избачен је из гимназије. Напослетку ју је завршио у Пожаревцу. Био је уписао Правни факултет у Београду, али га је напустио из материјалних разлога.
Члан Комунистичке партије Југославије постао је крајем 1938. године.
Учесник Народноослободилачке борбе је од 1941. године. Током Тринаестојулског устанка учествовао је у нападу на италијанску посаду у Спужу. Од јесени 1941. био је политички комесар Косоволушког батаљона одреда „Бијели Павле“.
На пролеће 1942. постао је политички комесар Прве чете у батаљону „Бајо Секулић“, а на тој је функцији остао и након уласка батаљона у састав Четврте црногорске пролетерске бригаде. У следећем борбеном маршу Четврте црногорске бригаде учествовао је у борбама за Купрес, Бугојно и Винац код Јајца.
Погинуо је 25. септембра 1942. године у јуришу са групом бораца на непријатељско упориште у вијеначкој тврђави.
Указом председника Федеративне Народне Републике Југославије Јосипа Броза Тита, 27. новембра 1953. године, проглашен је за народног хероја.